# Замок Керело
Замок Ке́рело (англ. Kerelaw Castle) — разрушенный замок на побережье шотландского округа Норт-Эршир, в городе Стивенстон.

## История
Земля, на которой будет располагаться замок, поначалу принадлежала клану Локхарт. после приобретения их ближайшим предком — Стивеном Локхартом (Локкаром) — земельного надела в Эршире. С этих пор она стала называться в честь её владельца — Стивенстоун (позже Стивенстон), а их поместье с замком-крепостью в баронстве Стивенстон — Керелоу. Замок и баронство, сменяя владельцев, были переданы клану Кэмпбелл из Лоудоуна, а затем — клану Каннингем из Килморса. Именно при Каннингемах в 1488 году, во время клановой войны Каннингемов с Монтгомери замок был разграблен и сожжён Хью Монтгомери. За это в 1528 году отряды 6-го графа Гленкэрна — Уильяма Каннингема сожгли замок Эглинтон.

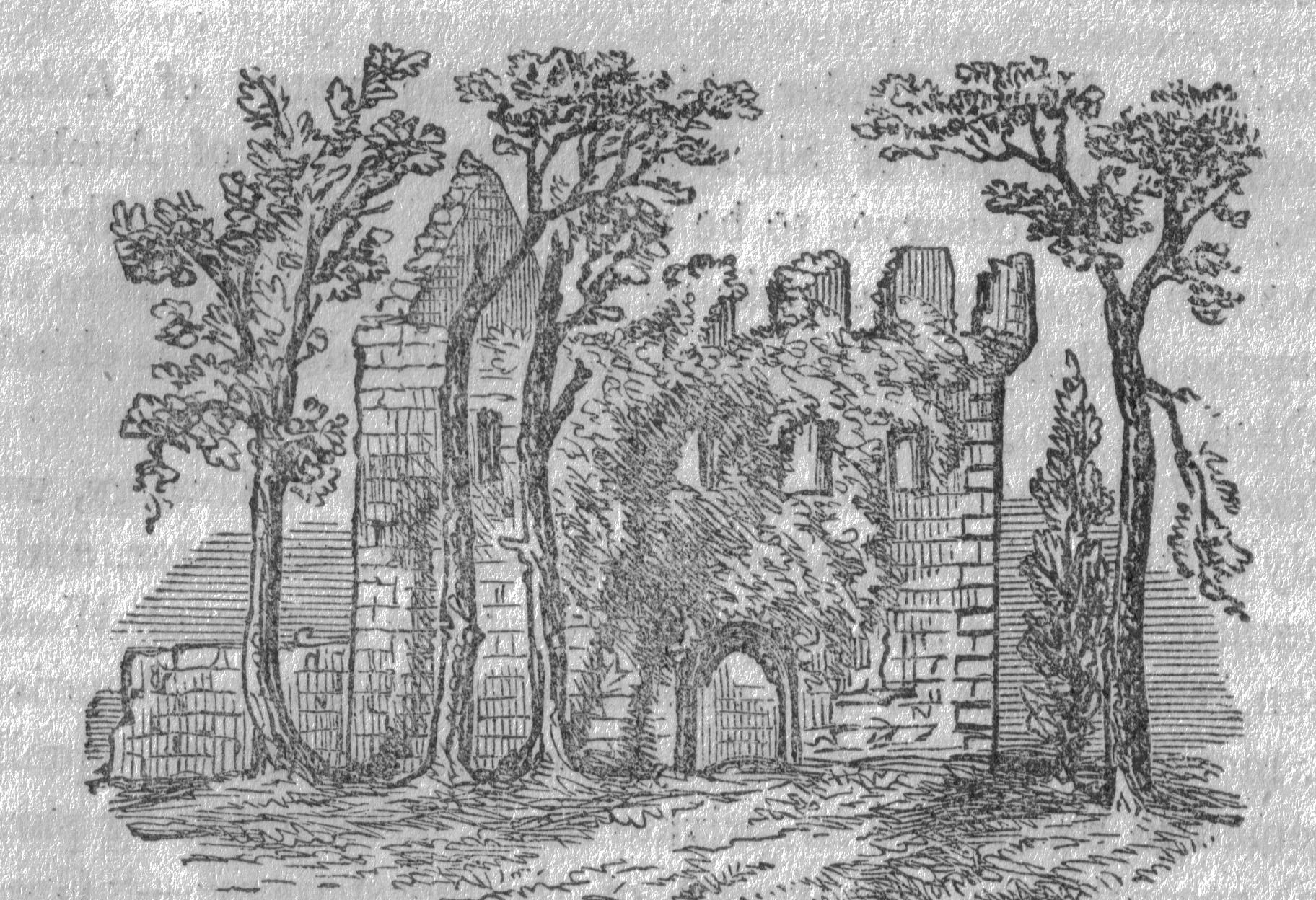
Изображение в 1860-х годах.

После поджога замок был перестроен Джоном де Эглинтоном и, согласно одному из преданий, был резиденцией аббата из Килуиннинга, от которого получил в наследство несколько резных гербов шотландской знати. Обитание в захваченном замке не происходило круглогодино, поэтому начиная с 1545 года выполнялось соглашение, по которому графская мебель рыбаками увозилась в Финлейстоун на время отсутствия представителей клана и возращалась обратно осенью. Дополнительным условием к соглашение было ежегодное снабжение графского двора полбочкой сельдей.

### Переход из рук в руки
В 1609 году он был куплен Томасом Бойдом и вскоре после этого перепродан Уильяму Каннингему из Каннингемхеда. Тридцать лет спустя замок были куплены Робертом Каннингемом. В 1655 году замок был снова куплен: на этот раз им оказался лэрд Александр Гамильтон — дед одного из отцов-основателей США Александра Гамильтона); который изменил его название, просуществовавшее до XIX  века, и тот стал именоваться Грэнджем — по имени семейного дома в Килмарноке. Затем он снова оказался во владении Каннингемов. В 1685 году для покрытия финансовых потерь при добыче полезных ископаемых Роберта Каннингема замок был продан Джону Гамильтону, старшему сыну бывшего владельца. С этих пор замок на протяжении столетия является резиденцией семьи Гамильтон, которой остаётся до 1787 года — времени постройки отдельно от замка дома, стоящего неподалёку. Замок, тем временем, перестаёт быть в повсеместном употреблении.
В 1745 году, во время восстания якобитов, замок использовался правительственными войсками как казарма. Существует предание, по которому их лидер оставил тут серебряную ложку. Позже, во время Войны за независимость США, замок служил военным госпиталем.
В 1838 году дом, замок и территория были проданы Гэвину Фуллертону, который в целях сохранения наследия вскоре восстановил первоначальное название замка.
В XX веке замок пришёл в упадок.

### Другие постройки
Здесь существовала голубятня, датируемая 1775 годом. В 1960-х годах её снесли вместе с другими хозяйственными постройками. Во дворе замка были построены коттеджи для рабочих, и их высокие фронтоны со ступенчатыми выступами усиливали живописный эффект руин замка. Печь для обжига извести также находилась неподалёку и была частью поместья. Также была мельница и акведук Гринхед. Домик-сторожка, расположенный к востоку от замка, был отмечен на старых картах и существует до сих пор как частный дом.

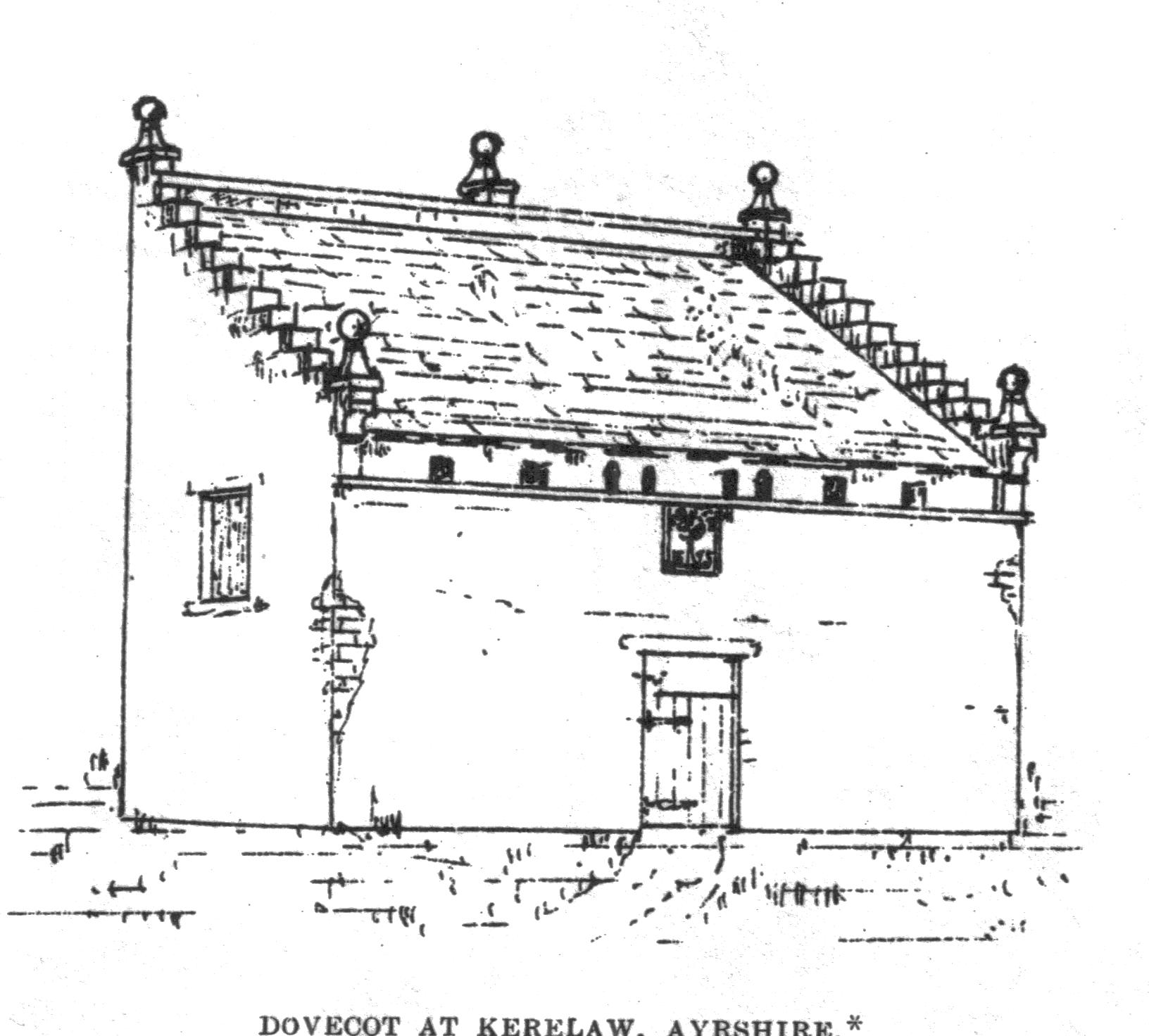
Рисунок исчезнувшей голубятни.

## Замок сегодня
Сейчас замок представляет собой руины, три стены сохранились в различных состояниях упадка, есть остатки парадной лестницы. Готические окна до сих пор украшают южную стену, которые, как полагают, были сделаны под воздействием аббатства Килуиннинг и являются доказательством того, что большая часть замка была построена в разные периоды истории, в том числе и в эпоху Возрождения. В XIX веке замок был реконструирован и переделан в архитектурный каприз. Самая старая часть сохранившихся руин указывает на четырёхугольное здание с центральным внутренним двором и сводчатым нижним этажом, датируемое началом XIV века. Сохранившиеся архитектурные особенности включают камины, окна, ниши и остатки угловой башенки на северо-восточном углу. Согласно местным преданиям, где-то в стенах замка спрятан тайник с золотыми и серебряными монетами, но никто и никогда их не находил.

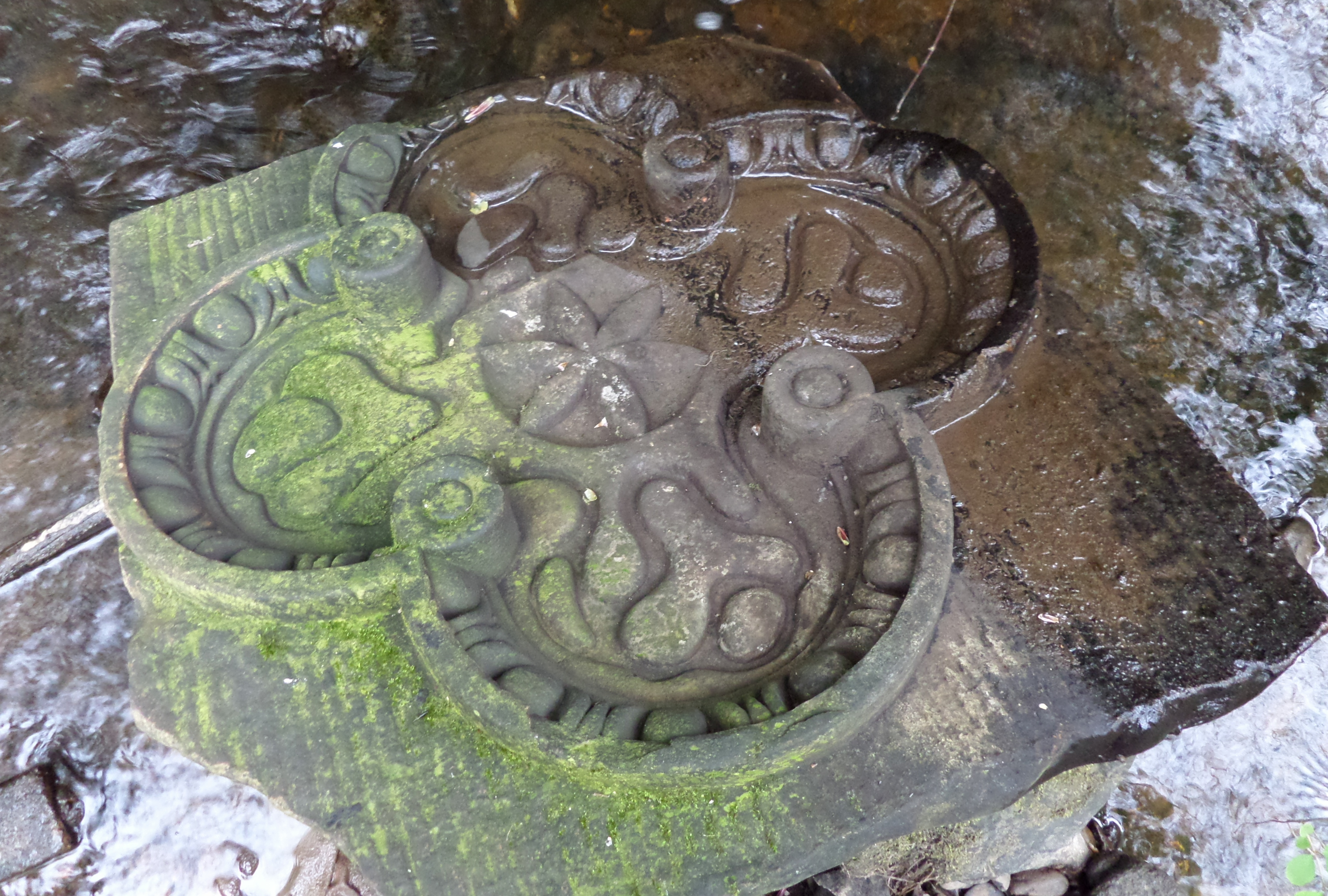
Резной квадрифолий, упавший с арки моста.Фото 2013 года.

В 1852 году было проведено исследование прорезей для стрел и канатной лепнины, в соответствии с которым их отнесли к XIV веку. Старый мост, который сейчас используется только для пешеходов, расположен рядом с руинами, но сам замок огорожен, чтобы защитить как публику от падающих камней, так и замок от нежелательного внимания. Замок и прилегающая территория, имеющая прямоугольную форму с максимальными размерами 35 м на северо-запад и 40 м в поперечном направлении, принадлежат совету Северного Эршира. В 2014 году в здании были проведены небольшие ремонтные работы, а ближайшие окрестности были очищены от лишних деревьев и кустарников, которые вредили строению и скрывали его. К забору прикреплены QR-код и мемориальная доска исторической тропы, а также присутствует комиссия по устному переводу.
Внутри моста есть большая впадина или «пещера», и когда-то туда могли проникать пешеходы по тропинке, которая проходила параллельно ручью Стивенстон-Берн. Арка моста и «пещера» показывают, что мост был построен в два этапа и был расширен за счёт того, что сторона выше по течению была более поздней. Большой, украшенный резьбой, квадрифолий откололся с арки моста и лежит ниже по течению от него.
Бывший обнесённый стеной сад замка с солнечными часами и сложной планировкой клумб сейчас занят жилым комплексом, построенным в конце 1960-х годов, но от строения сохранилась одна стена. В 1850-х годах на исследовательских картах был показан фруктовый сад, расположенный рядом с садом, обнесенным стеной.
Мощёный брод соединяется со Стивенстон-Берн в долине Керело под замком и продолжает течь мимо фермы Керело-Мейнс-Хоум. Более поздние разработки известнякового карьера разрушили дорогу, ведущую от брода. Два пешеходных моста пересекали брод, один у уцелевшей плотины, а другой за карьером, где до сих пор сохранились каменные стены, облицованные известковым раствором из тёсаного камня.

## Вид на замок и окрестности

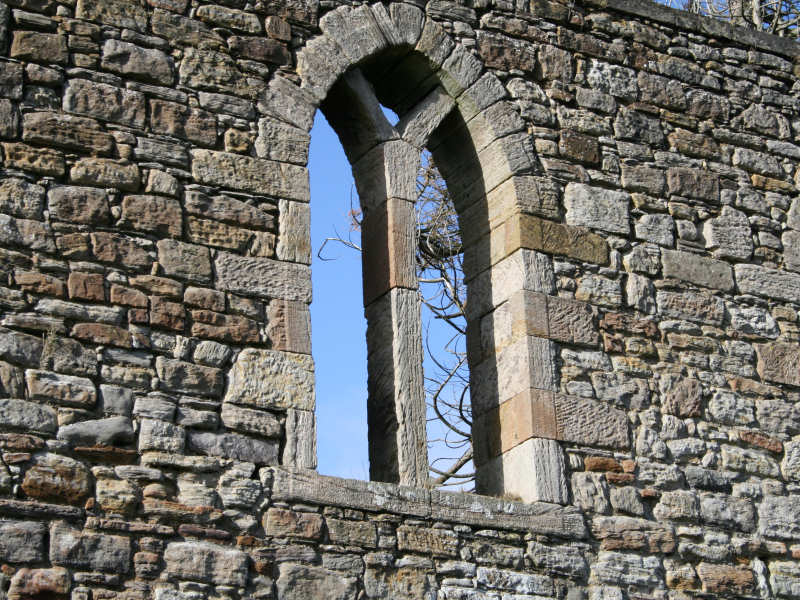
Одно из сохранившихся окон в готическом стиле в 2008 году
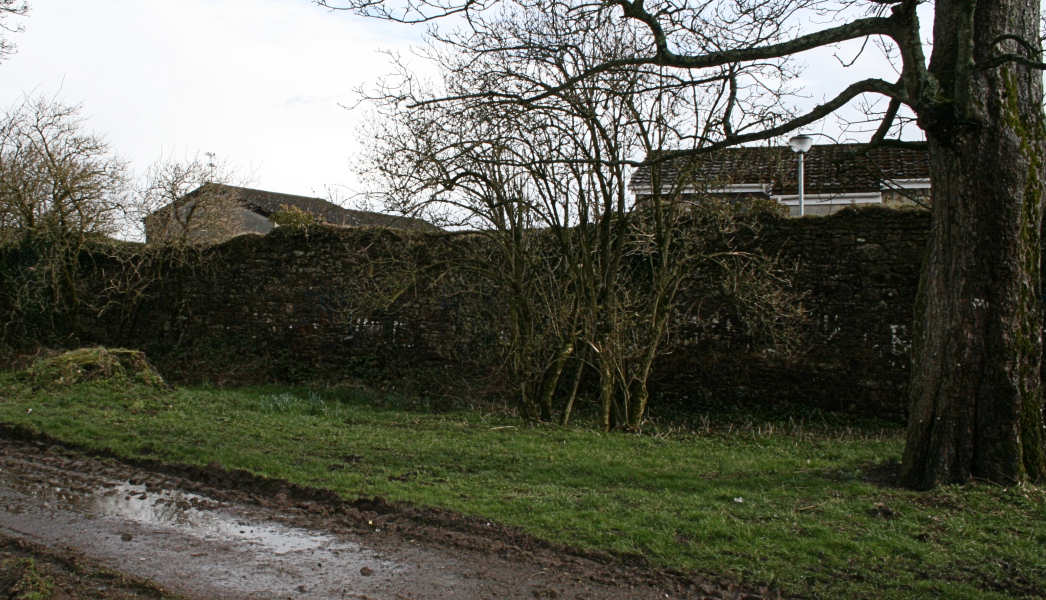
Последние остатки обнесённого стеной сада замка в 2008 году
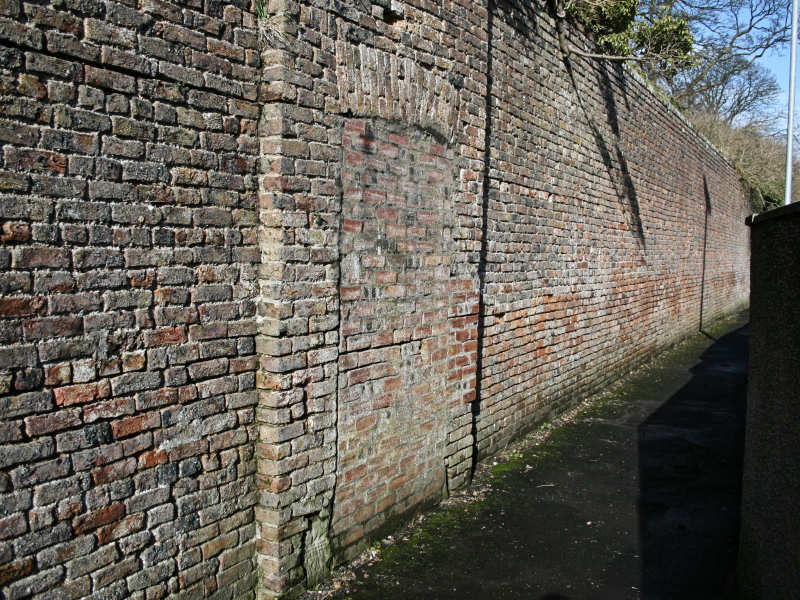
Замурованный вход в бывший сад, обнесённый стеной, в 2008 году
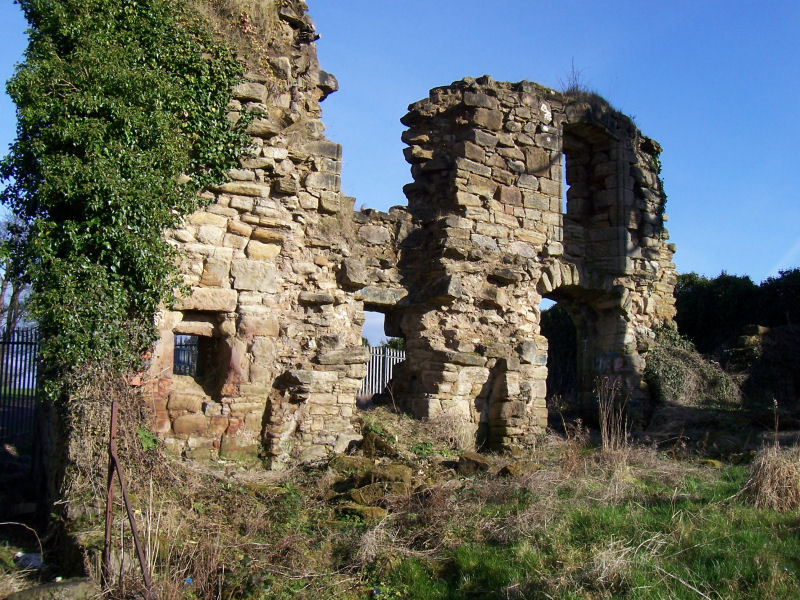
Развалины восточной крепостной стены в 2006 году
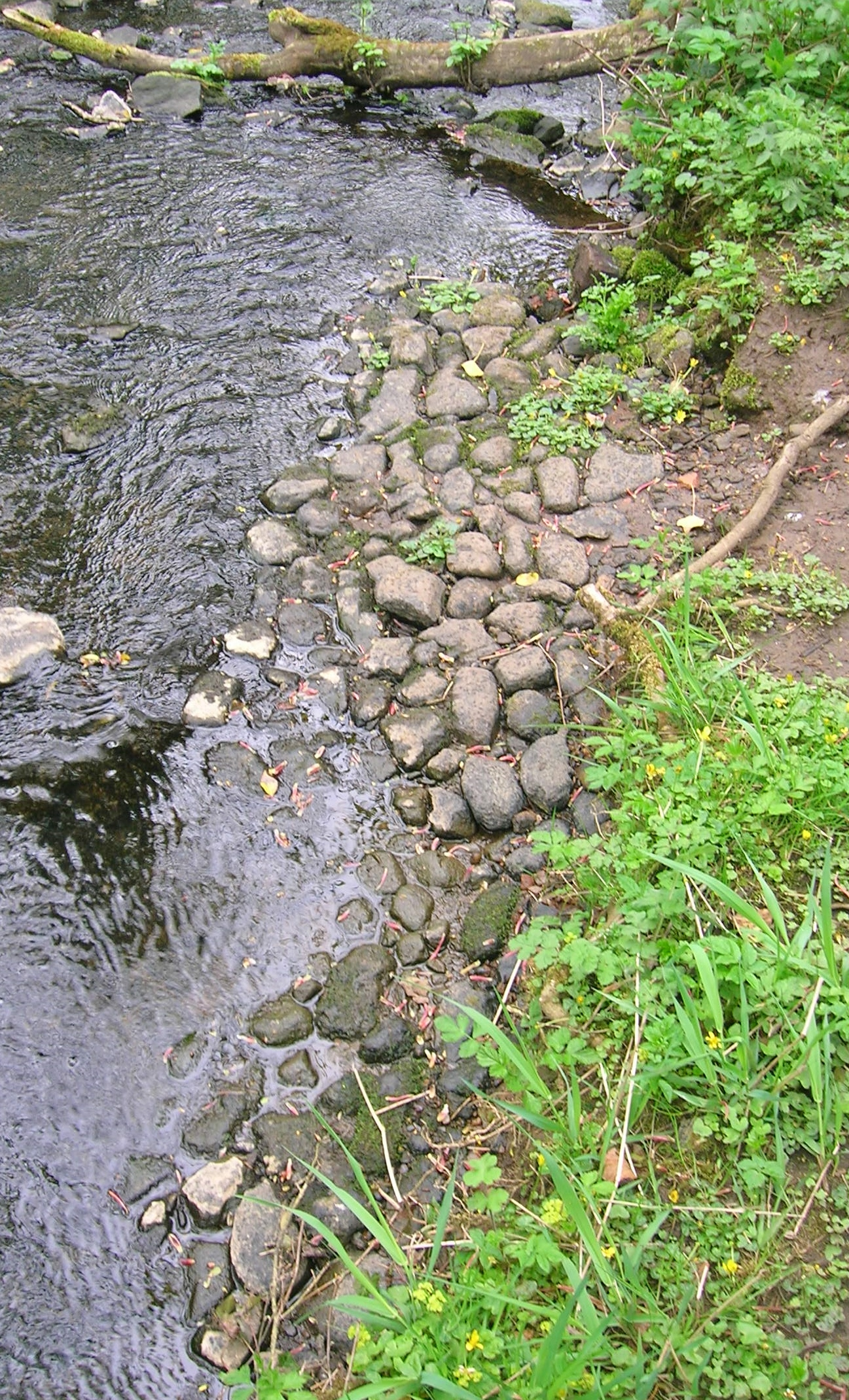
Фрагмент старого брода
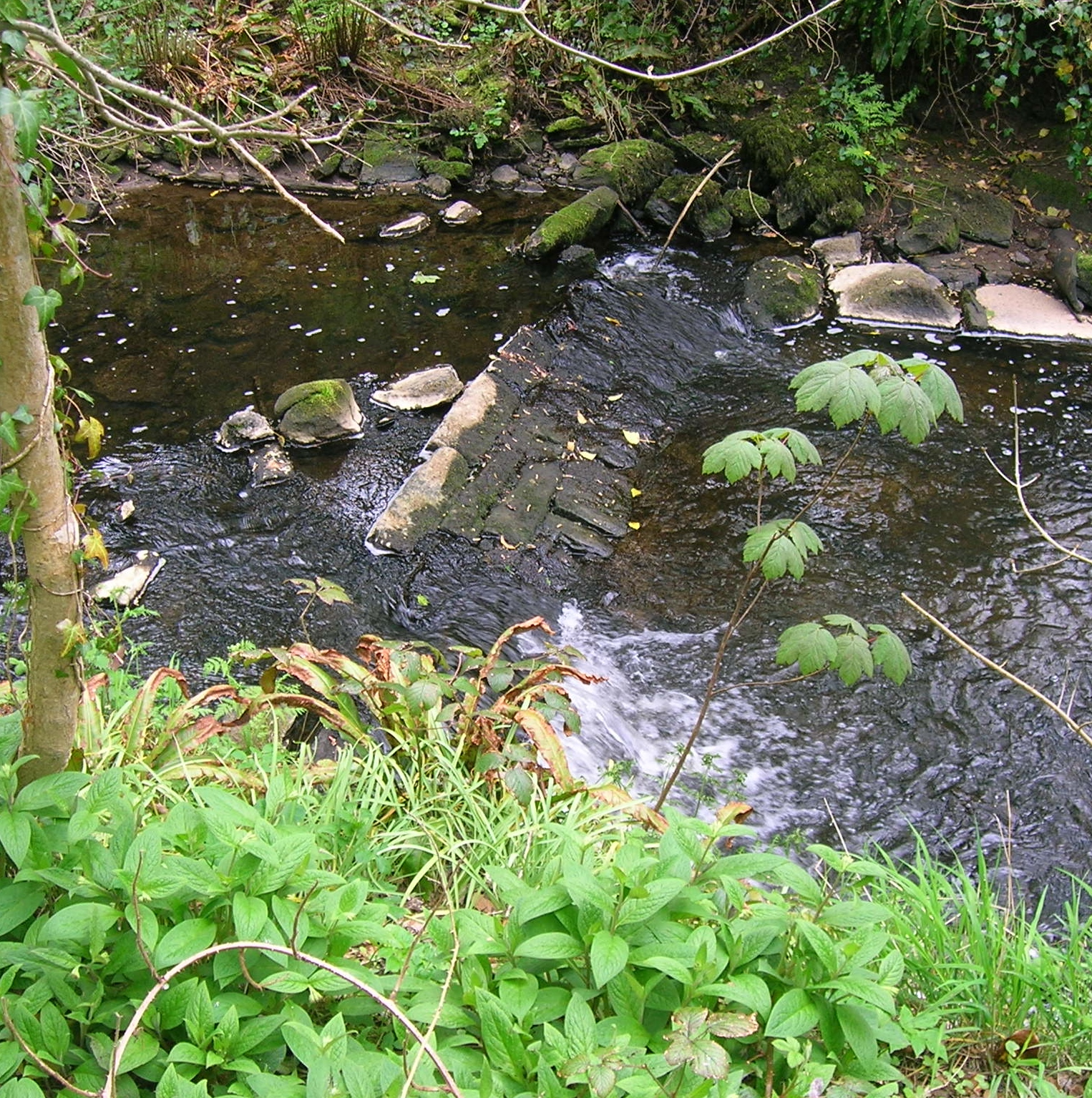
Плотина на ручье Стивенстон-Берн
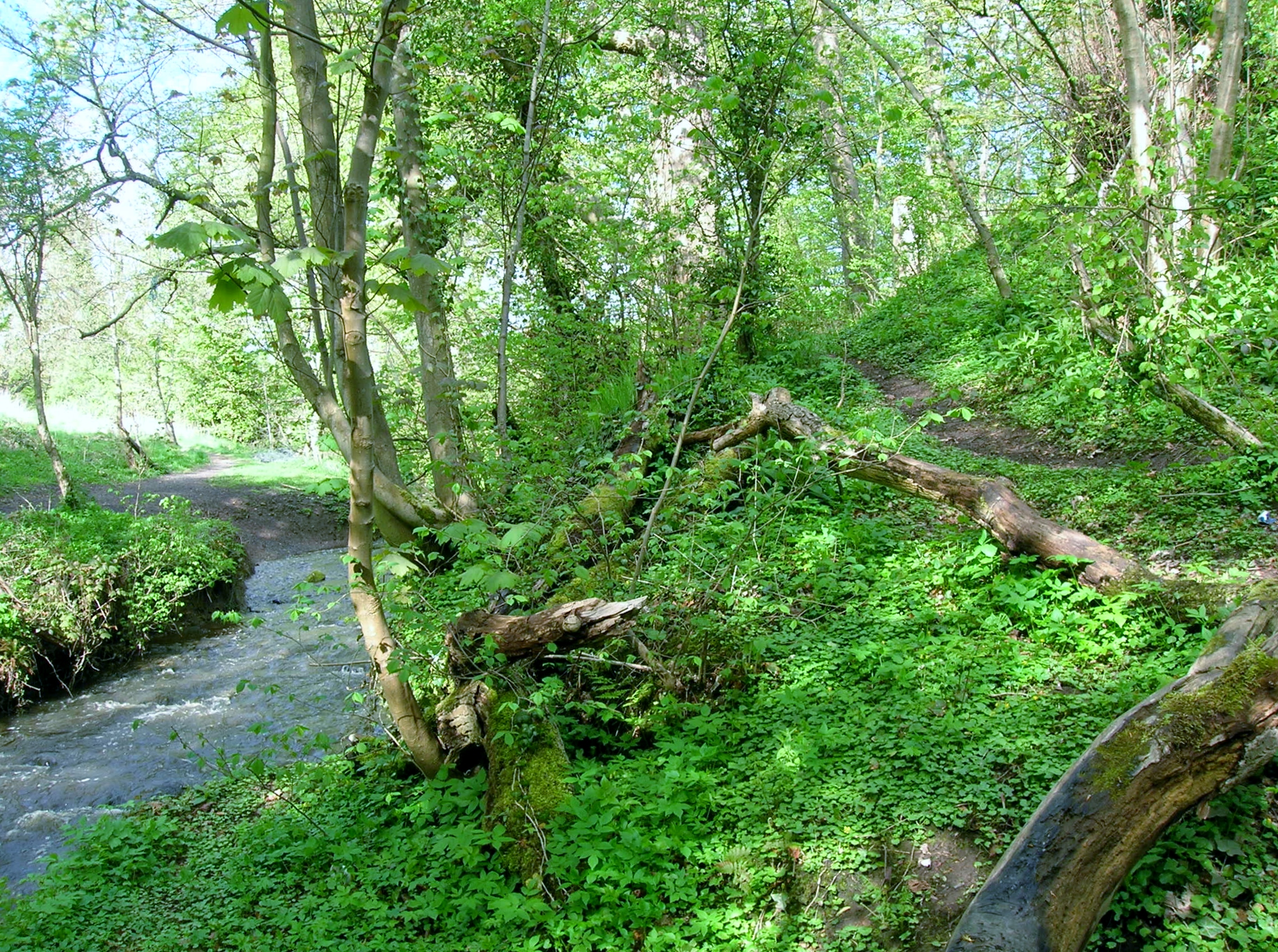
Тропа к впадине моста у ручья Стивенстон-Берн
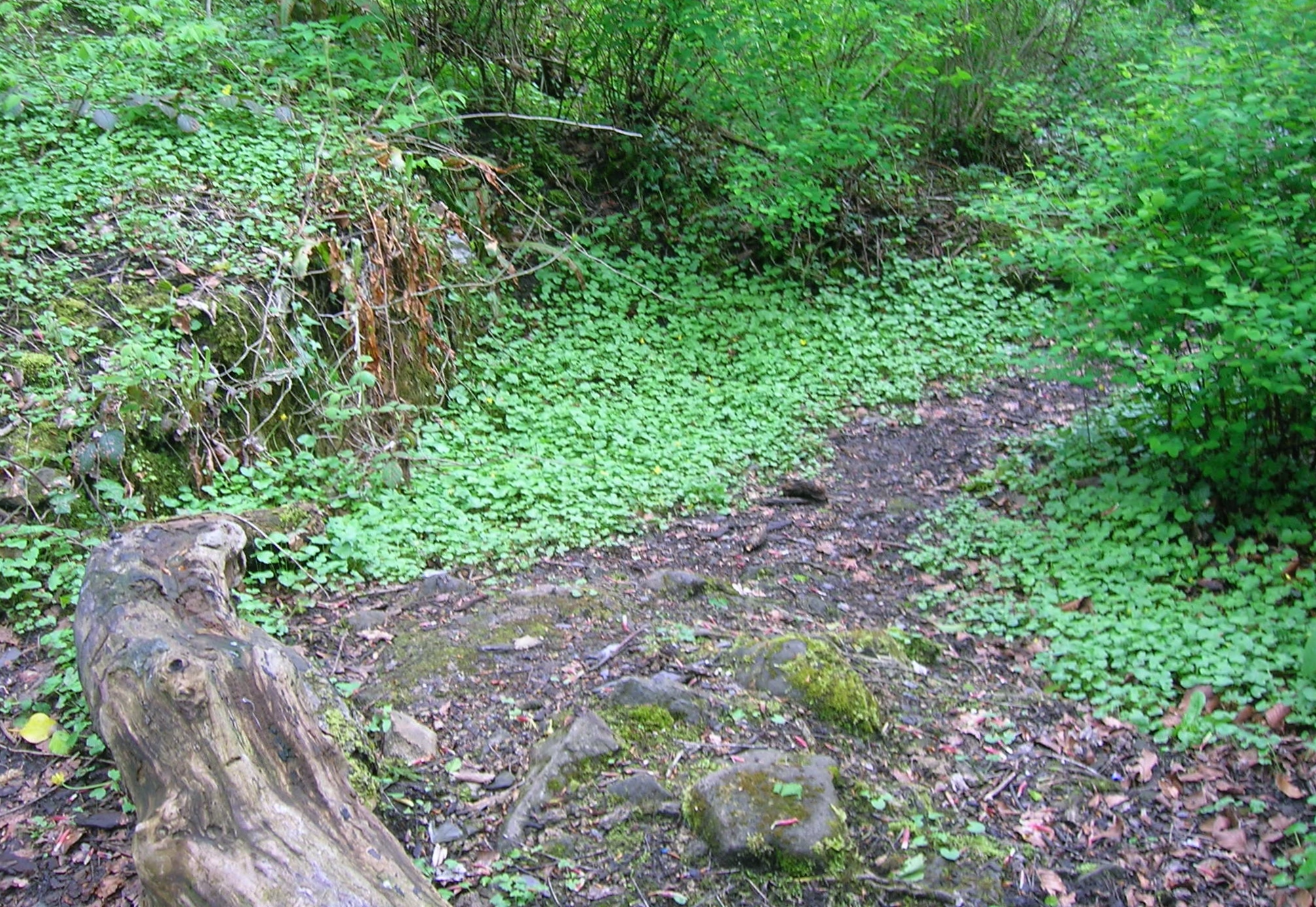
Бывшее место каменоломни
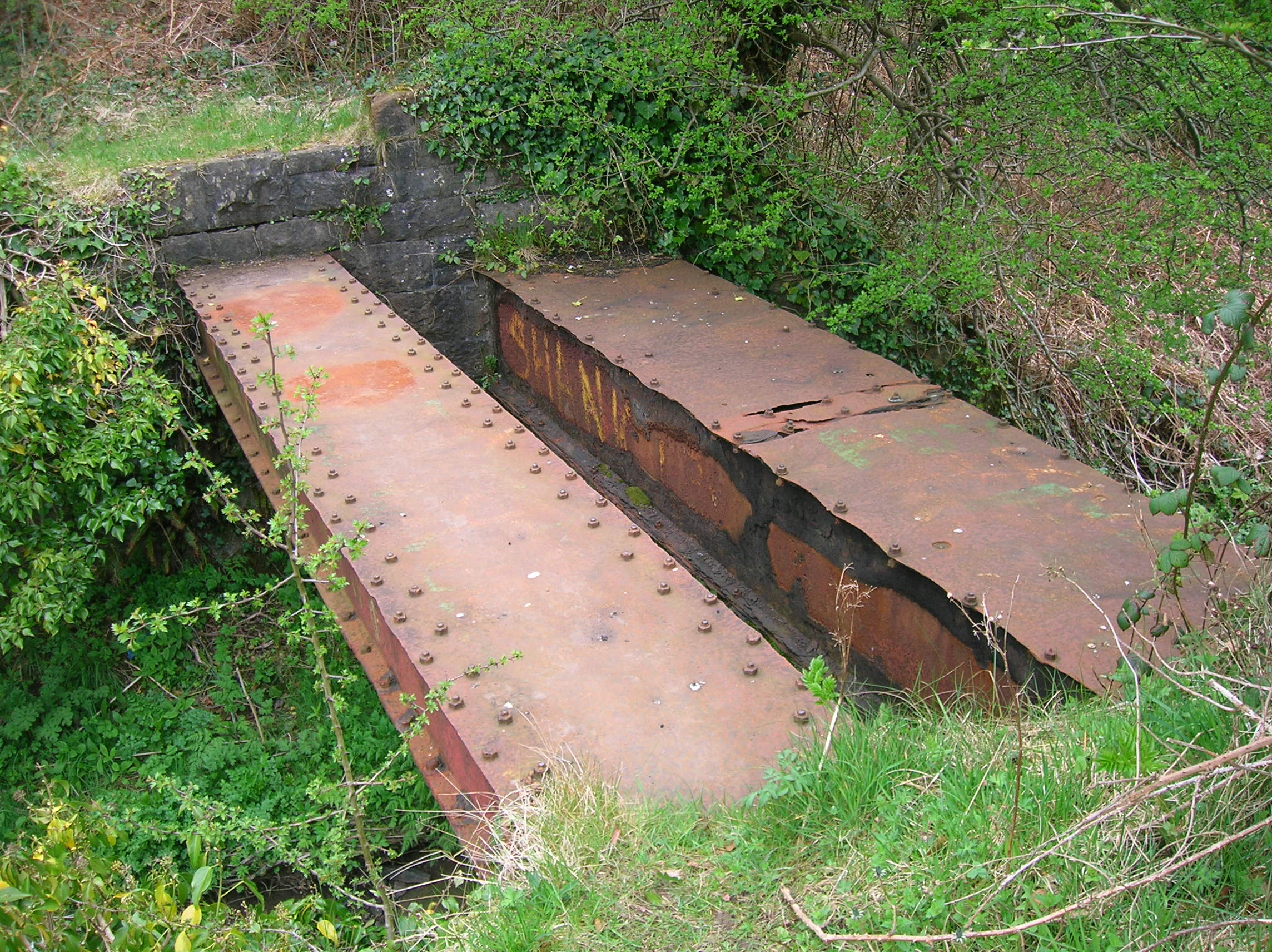
Акведук Гринхед